# Nová Hospoda (Plzeň)
Nová Hospoda je část statutárního města Plzeň a součást městského obvodu Plzeň 3, nachází se na jihozápadě města. V roce 2009 zde bylo evidováno 235 adres. V roce 2001 zde trvale žilo 926 obyvatel. Nová Hospoda leží v části katastrálního území Skvrňany.
Původně se na jejím území nacházel dvůr Grünhof, při němž vznikla Hospoda Zeleného dvora a pak další chalupy, což dalo základ osadě s názvem Nová Hospoda. Doložena je k roku 1713, správně náležela k Vejprnicím a poblíž se už na skvrňanských pozemcích nacházela hájovna. Blízké doly zapříčinily vzrůst obyvatel a v roce 1902 zde vznikla škola. Trolejbusová linka sem byla zavedena v roce 1955, když pět let předtím byla Nová Hospoda připojena k Plzni.

## Historie
Území Nové Hospody bylo osídleno už na přelomu starší a střední doby bronzové (1900–1650 př. n. l.), jak dokládají významné nálezy mohylového pohřebiště v lese v západní části obce. První písemnou zmínkou je zápis z 2. listopadu 1713 v přiznávací tabele poddaných na bývalém panství Křimice, zaznamenaný v rustikálním, tzv. tereziánském katastru. Panský dvůr Grünhof byl až do roku 1830 v majetku starého šlechtického rodu Vrtbů. Po smrti posledního majitele Františka Josefa hraběte z Vrtby přešel darem veškerý jeho majetek na Jana Karla z Lobkowicz.
V blízkosti dvora stály borská myslivna a hájovna, spadající pod správu plzeňského paství, jak je uvedeno v inventáři městského majetku z roku 1796 (zbořeny počátkem osmdesátých let dvacátého století). 
Zelený dvůr, u něhož byla postavena zájezdní hospoda, jež dala nově vznikající vsi název, se nacházel u významné bavorské obchodní cesty spojující Prahu s Regensburgem. Výhodná poloha přispěla k rozvoji vsi i postupnému nárůstu osídlení. V době průmyslové revoluce v 19. století se na Novou Hospodu začali stěhovat mnozí horníci ze zrušených uhelných dolů v okolí, kteří našli nové zaměstnání ve Škodových závodech a výrazně ovlivnili složení obyvatelstva, jehož značnou část dosud živilo zemědělství. 
Od roku 1902 byla na Nové Hospodě celoroční expozitura vejprnické školy a o rok později byla postavena nová školní budova. Od roku 1961 fungovala jako základní devítiletá škola, 1.–5. ročník, v nž se žáci učili do roku 1963, kdy byla zrušena. Později byla v budově zbudována samoobsluha, v současnosti zde sídlí firma Vochoc Trade, s. r. o. 
Nová Hospoda spadající pod správu obce Vejprnice byla roku 1950 na žádost místních přičleněna k Plzni. Od 2. ledna 1949 ji s Plzní spojuje pravidelná autobusová linka, již o šest let později nahradily trolejbusy. Po elektrifikaci v roce 1926 došlo roku 1970 k vybudování vodovodu a osm let poté byla dokončena kanalizace. Plyn byl zaveden v roce 1996, později byly nově upraveny komunikace.
Ve 20. století bylo na Nové Hospodě několik obchodů – mlékárna, koloniál, trafika a dvě hospody, rovněž knihovna a krátce se provozovalo i kino. Velkou tradici měl už od roku 1912 hasičský sbor, stejně jako tělovýchovná jednota Sokol, která v roce 2019 oslavila sto let aktivní činnosti.

Nová Hospoda na historických mapách
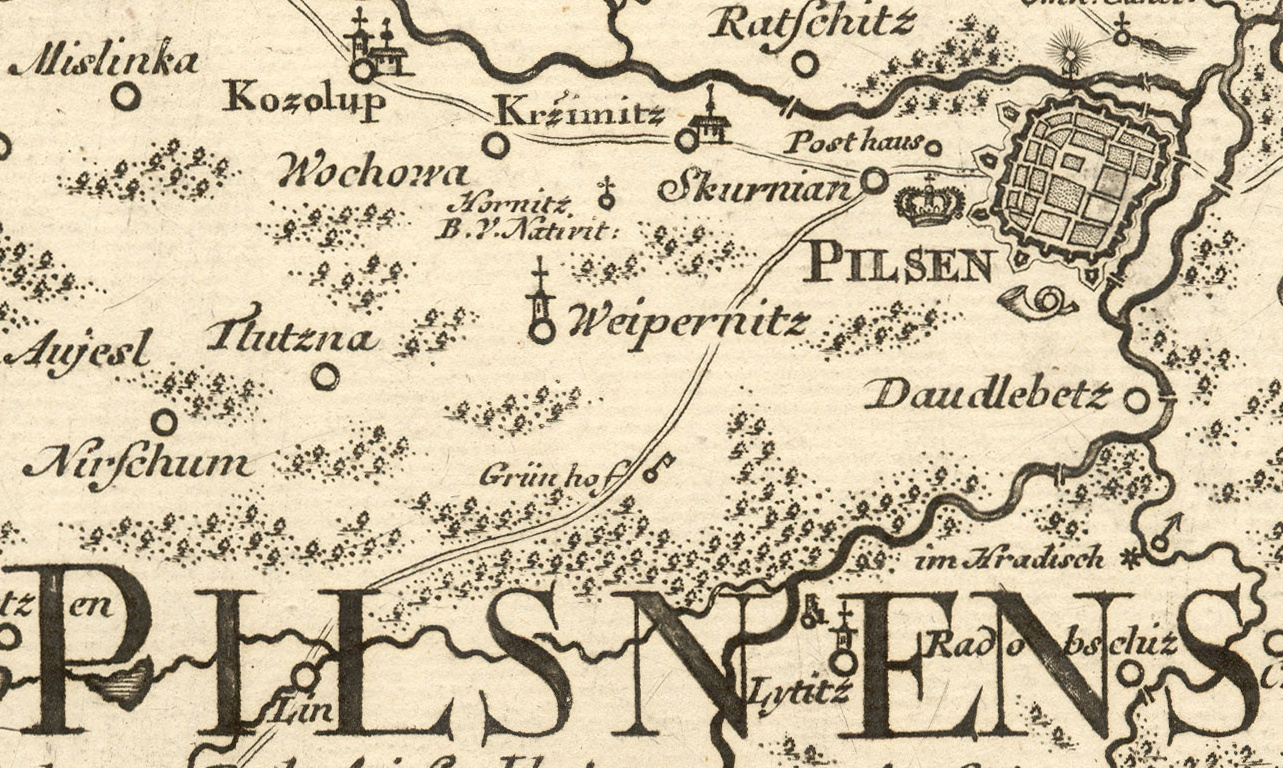
Grünhof na Müllerově mapě z roku 1720.jpg
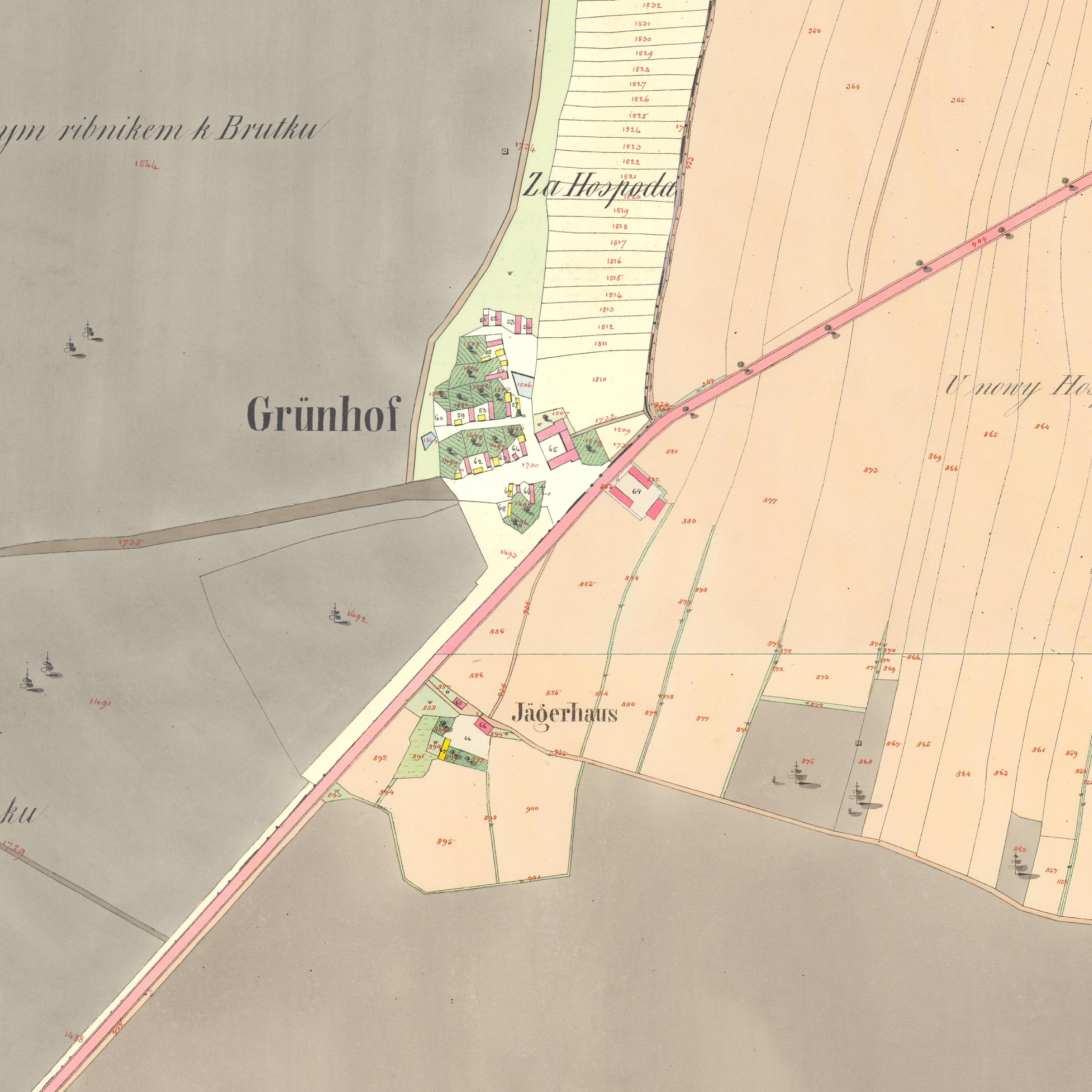
Území Nové Hospody na císařských otiscích map stabilního katastru z roku 1839
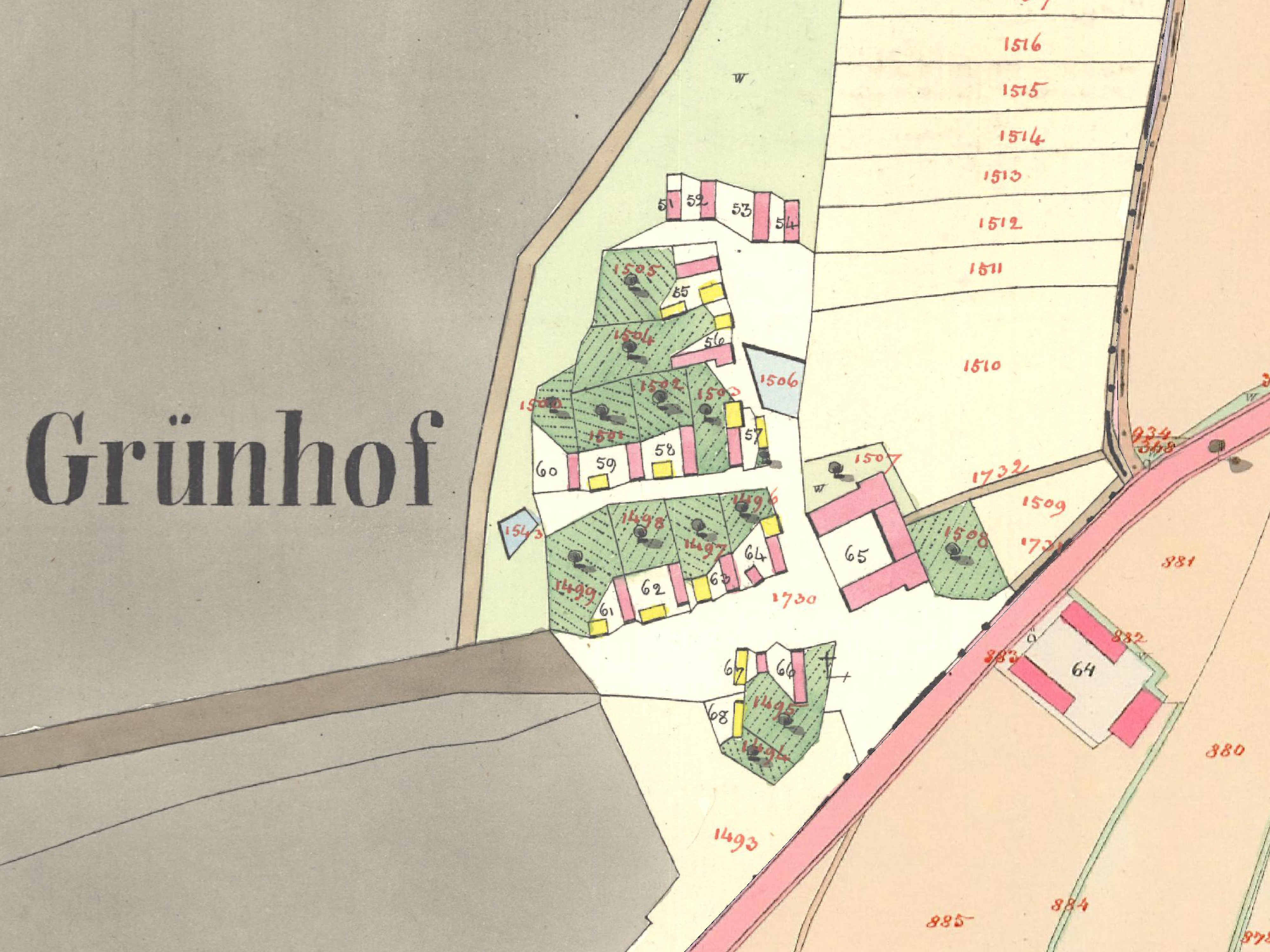
Nová Hospoda na císařských otiscích map stabilního katastru z roku 1839, detail obce
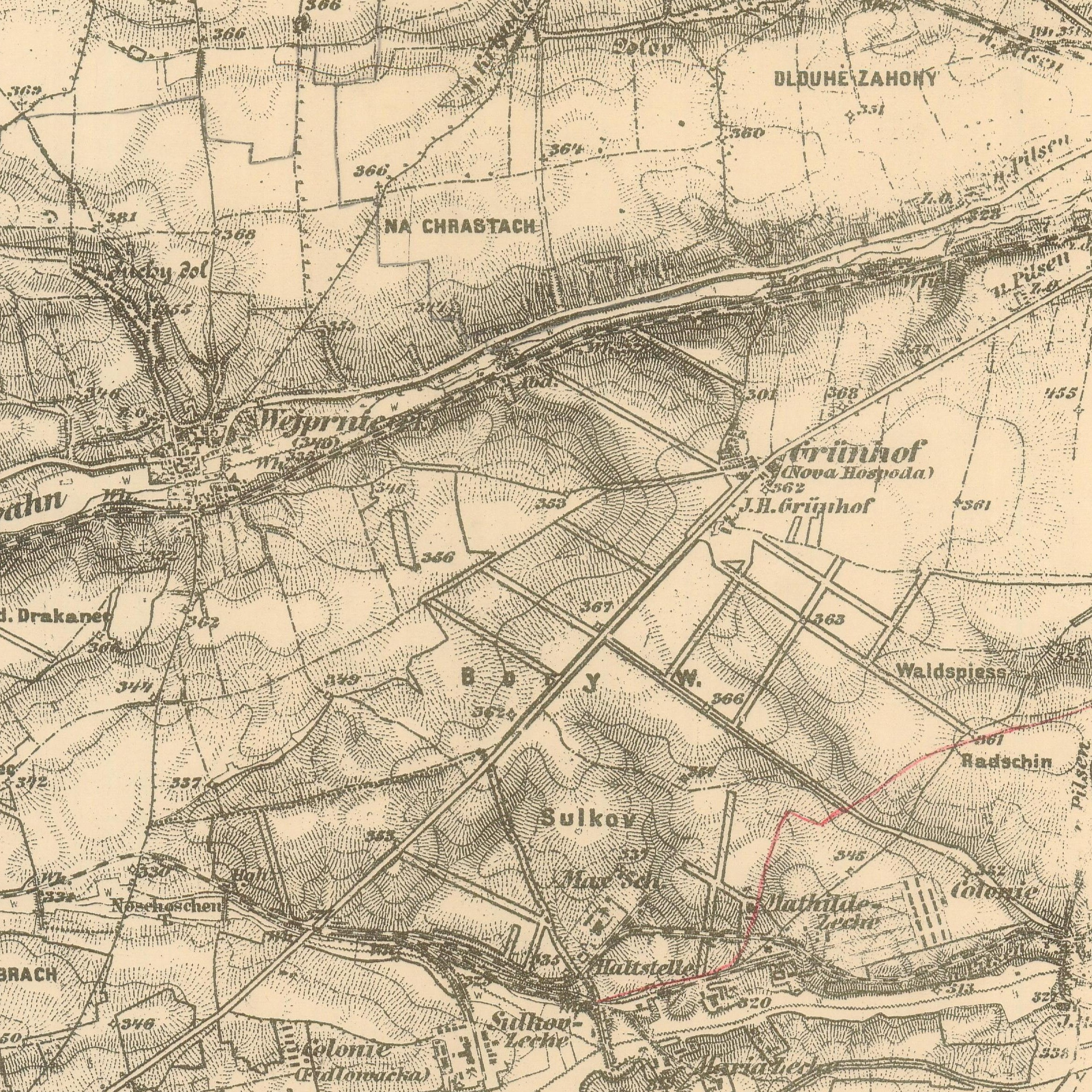
Nová Hospoda na mapě 3. vojenského mapování z roku 1936
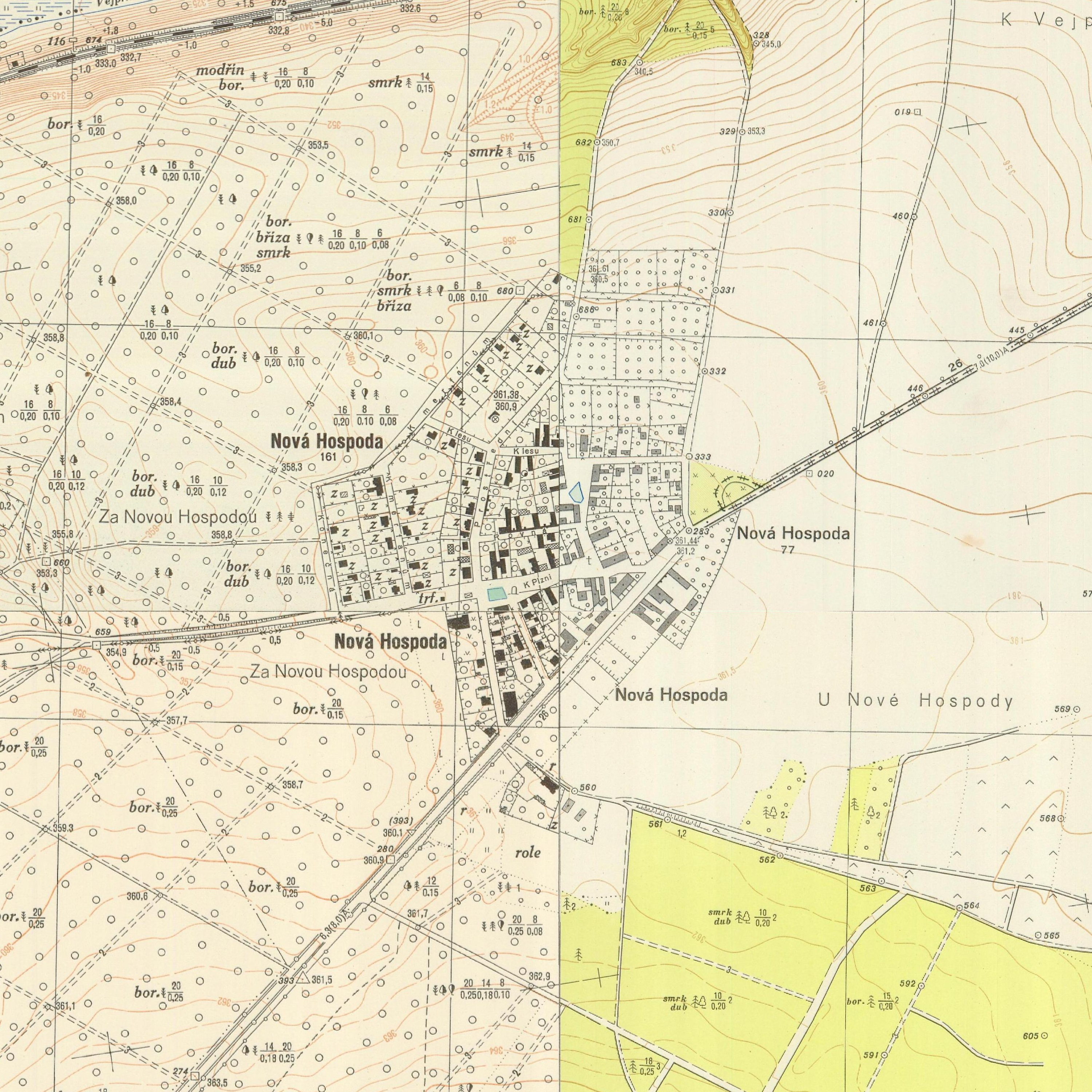
Nová Hospoda na topografické mapě S-42 z roku 1957

## Památky
Kaple sv. Vavřince, postavená na návsi v roce 1857. Byla vysvěcena 4. února téhož roku. V roce 2015 svatostánek prošel kompletní odbornou rekonstrukcí a 9. září 2017 byl nově vysvěcen. Obraz světce umístěný v interiéru je dílem plzeňského malíře Jana Herzoga (1820–1886).
Původní selské dvory a chalupy se dochovaly zejména v ulici Domažlická, č. 201, 203 a 205.
Památník obětem nacismu byl na dolním konci návsi odhalen 17. listopadu 1946. Na jeho přední straně je vytesán nápis „Na paměť obětem nacismu 1939–1945“, zadní část zdobí citát: „Bude-li každý z nás z křemene, bude celý národ z kvádru.“
Kovový kříž na kamenném podstavci se nachází u křižovatky ulic Prostřední a Krajní. Upomíná na tragickou událost, k níž poblíž došlo 18. srpna 1895. Tehdy jel úvozovou cestou plně naložený vůz tažený koňmi, z něhož nešťastnou náhodou spadl třináctiletý syn manželů Římsových. Ti na místě, jemuž se od té doby říká „U křížku“ dali postavit kříž.
Památník T. G. Masaryka byl 9. června 1990 slavnostně odhalen na návsi U Malého rybníčka. Původní bronzová deska s reliéfní bustou státníka pocházela z místní školy, kde byla umístěna v roce 1930. Kamenný blok, na němž byla připevněna, se na místo dopravoval z lomu Dubová hora u Litic. Po odcizení desky byla na její místo instalována kopie. 

## Galerie

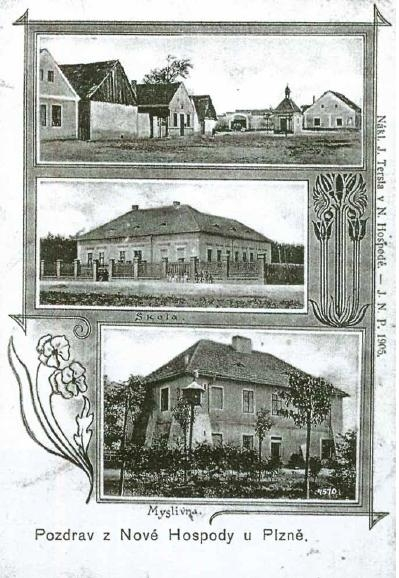
Nová Hospoda na pohlednici z roku 1905
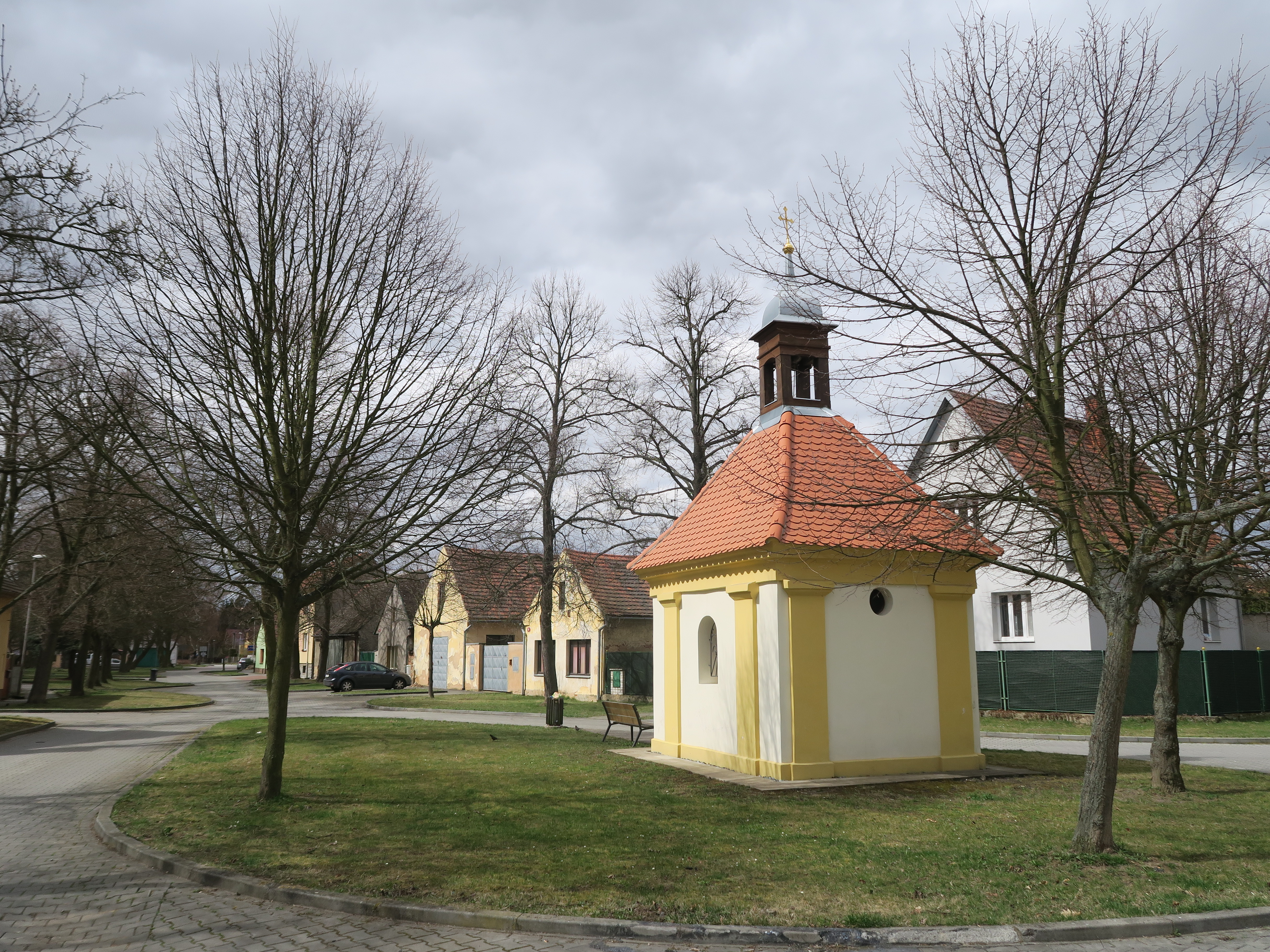
Náves s kaplí sv. Vavřince
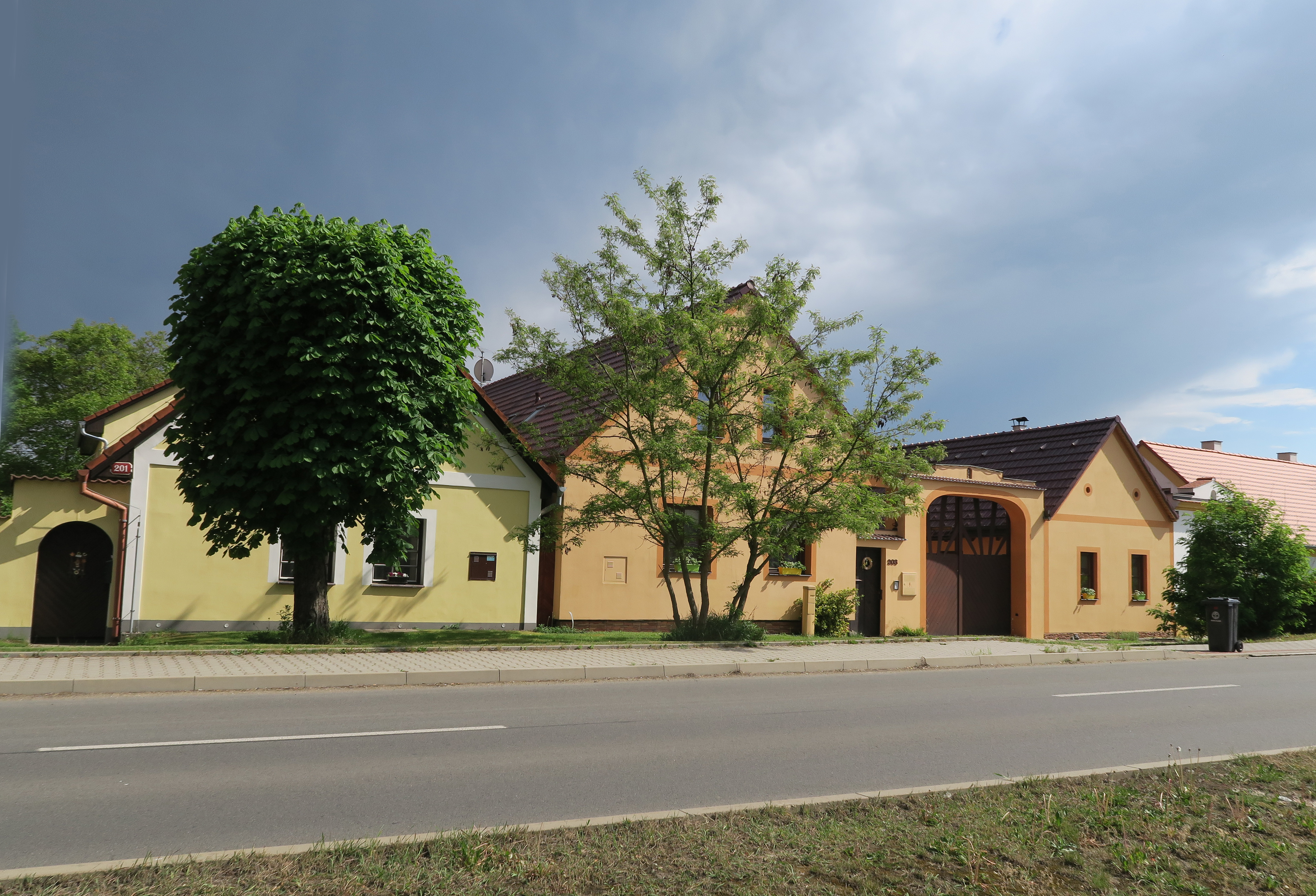
Původní selské dvory v Domažlické ulici
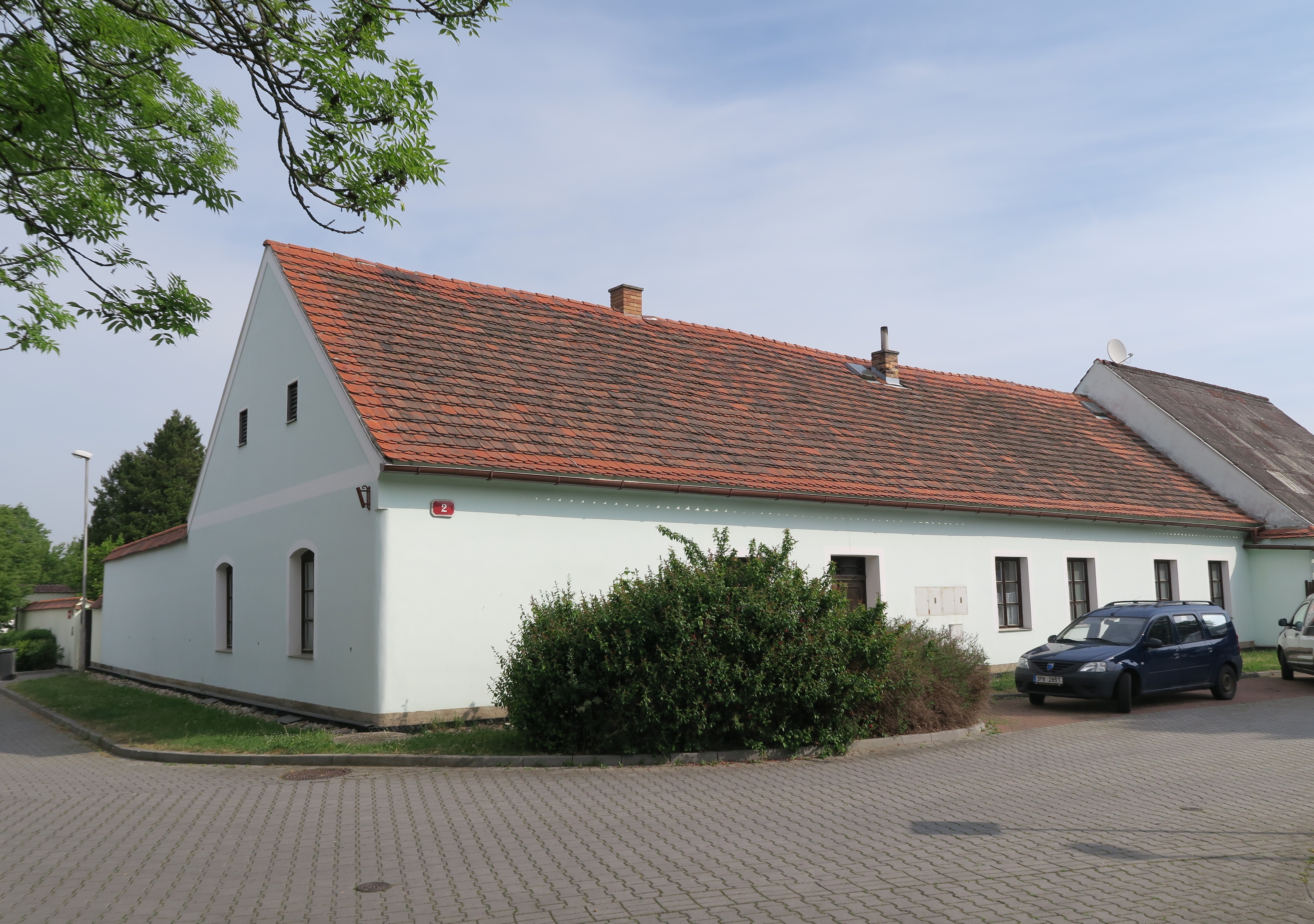
Bývalá hospoda Zelený dvůr
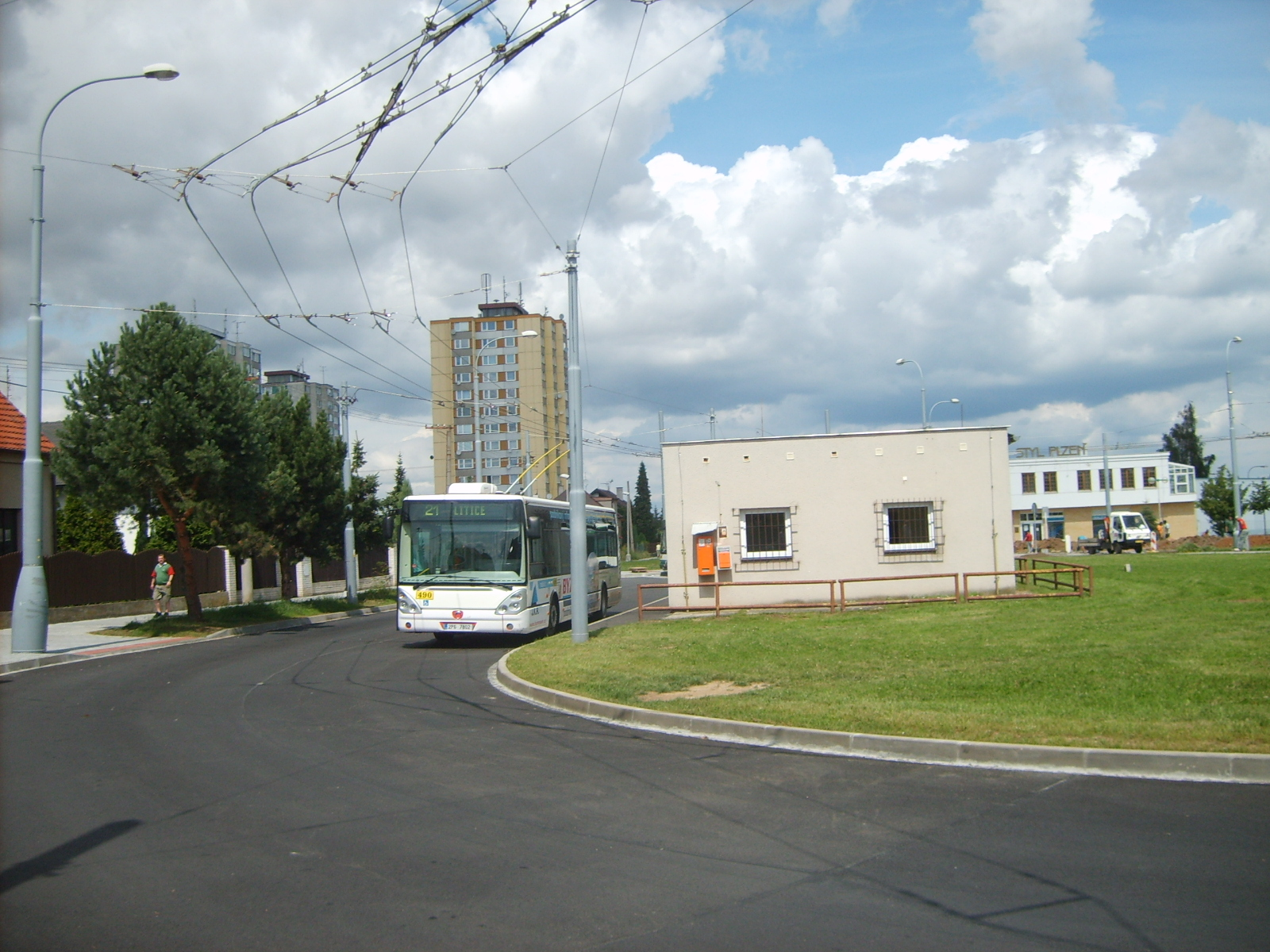
Točna trolejbusů a autobusů
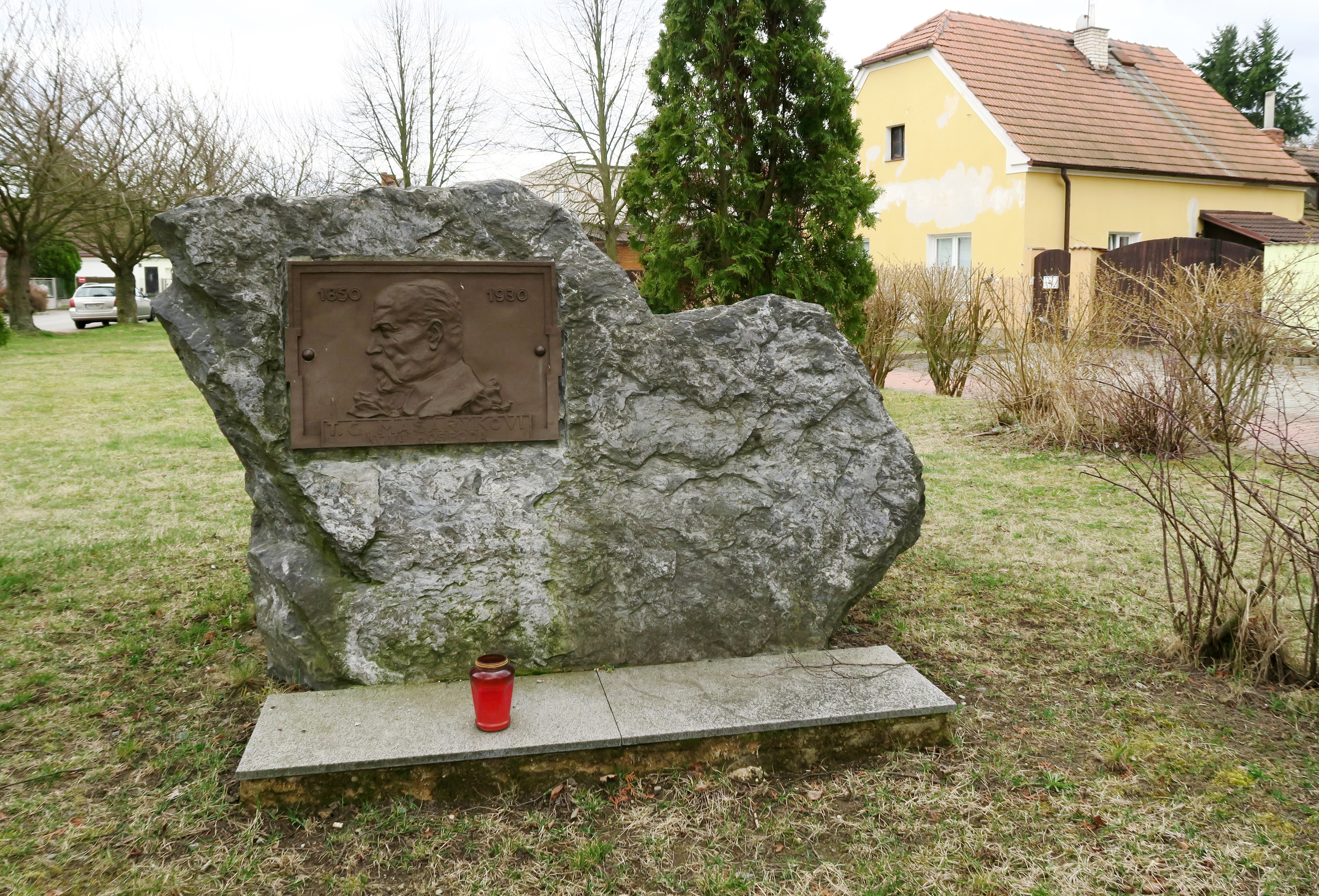
Památník T. G. Masaryka na návsi U Malého rybníčka
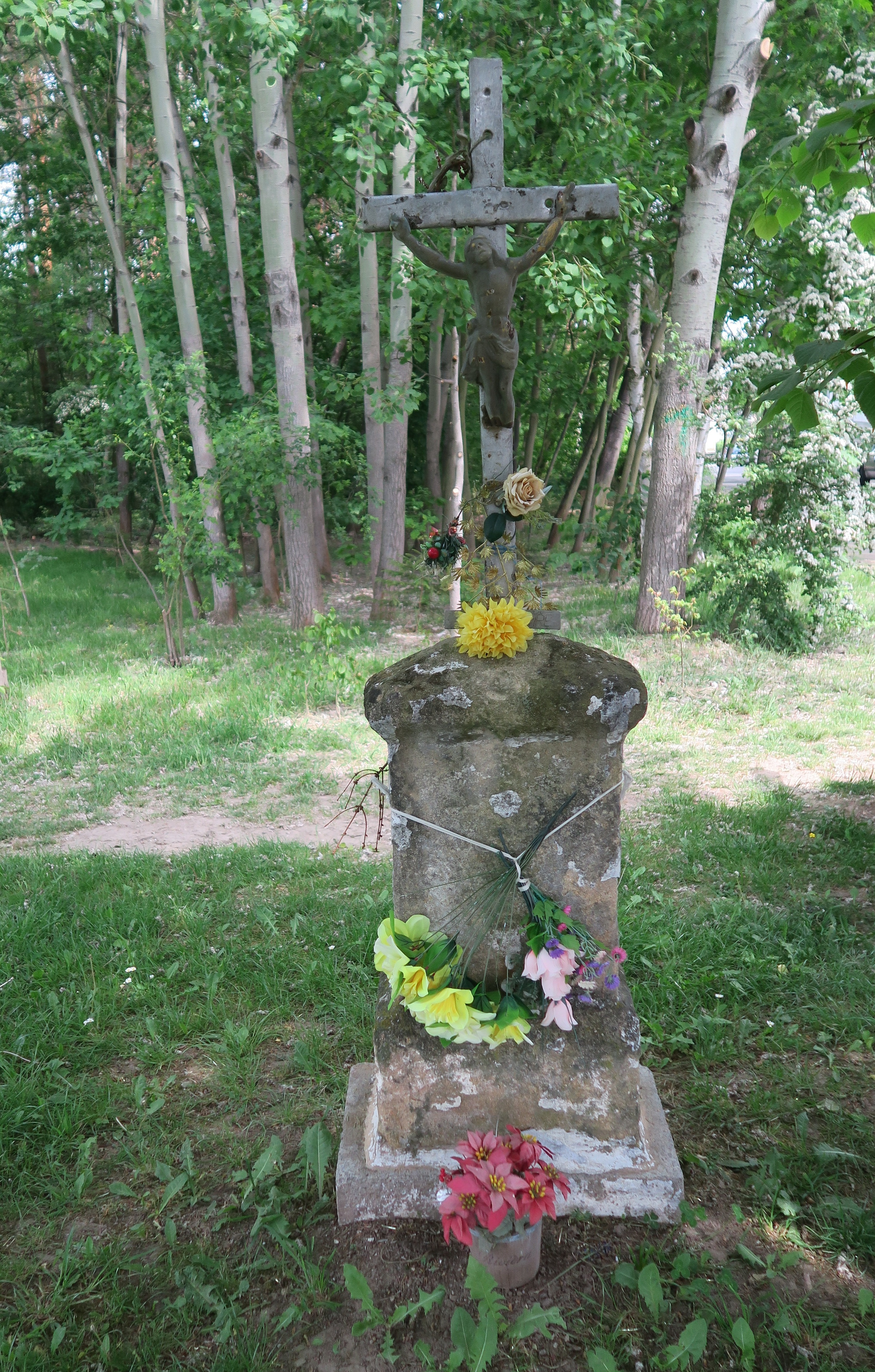
Pamětní kovový kříž na kamenném podstavci
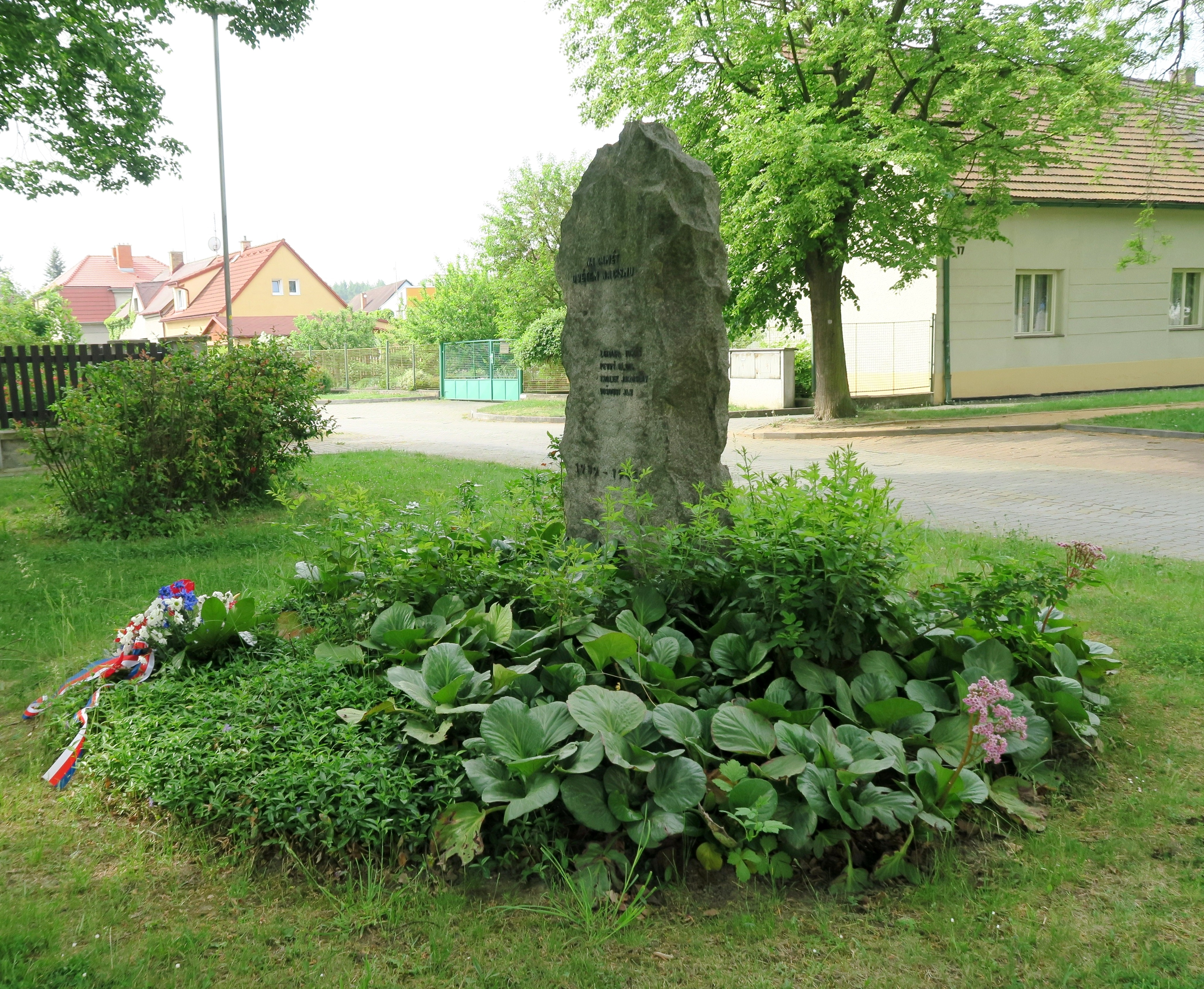
Pomník obětem nacismu v Plzni - Nové Hospodě
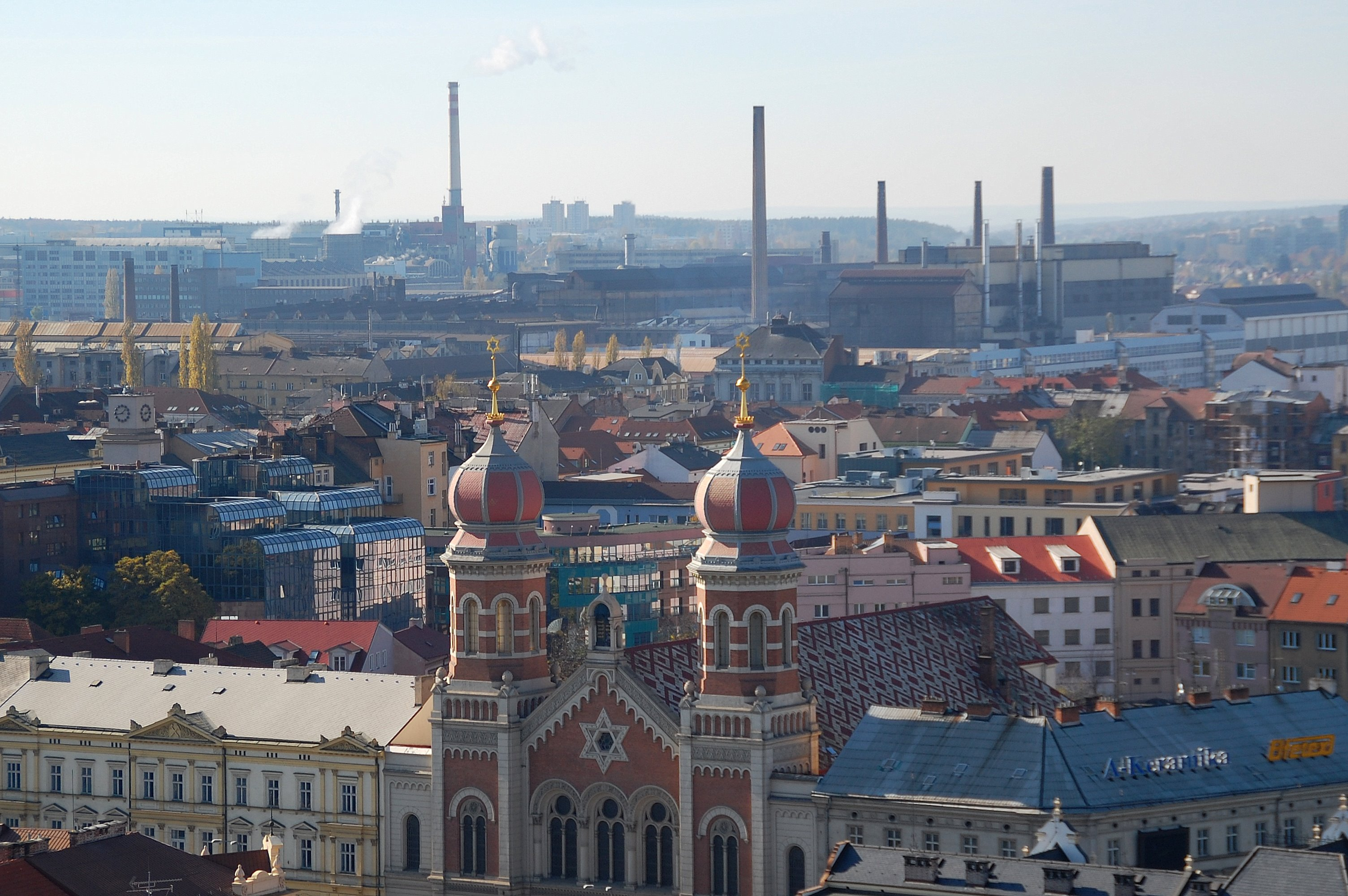
Pohled na Novou Hospodu z věže plzeňského kostela sv. Bartoloměje